# フェリーチェ・アネーリオ
フェリーチェ・アネーリオ（Felice Anerio, 1560年 - 1614年9月末）は、イタリア後期ルネサンス音楽の作曲家。より進歩的な弟ジョヴァンニ・フランチェスコともどもローマ楽派の一員である。

## 生涯
ローマ出身で生涯の大半をその地で過ごす。1568年から1577年までジュリア礼拝堂の少年聖歌隊員としてボーイソプラノを受け持つ。ジュリア礼拝堂を去る頃にはアルト歌手になっており、その後1580年まで別の教会で歌っていた。この頃に作曲に手を染め、マドリガーレ集を完成させる。これはフェリーチェ・アネーリオの生涯で唯一の世俗曲である。アネーリオは作曲を始めた頃に、当時ローマできわめて人気のあったルカ・マレンツィオに影響されていたようだ。1584年までイギリス人神学校の楽長に就任。こうした地位は、作曲能力に磨きをかける、かなりの好機となったに違いない。この頃には、受難劇のためにマドリガーレや合唱曲ならびに歌曲を作曲している。1594年にジョヴァンニ・ピエルルイジ・ダ・パレストリーナの後任として、教皇庁聖歌隊の作曲家となり、ローマの作曲家にとって最も輝かしい地位を手に入れた。
1607年かその直後に司祭に叙階され、もう一人のローマ楽派の作曲家、フランチェスコ・ソリアーノと協力して、対抗改革の一環として、ローマ典礼のレスポンソリウムの改変に携わった。

## 作品
アネーリオは保守的な作曲家であり、出発点において、少なくとも世俗曲を作曲した後で、大幅にパレストリーナ様式を用いた。それでもなお、独自の濃密な表現力に到達している。北イタリアの進歩的な音楽運動の影響は、弱々しいとはいえ、作品において如実に表れている（たとえば複合唱様式や、朗唱的な早口のテクスチュア、モノディ様式に影響されたバスの速いパッセージなど）。そのうえしばしば、全声部による重厚なテクスチュアから、2声か3声からなる薄いテクスチュアへと急激に交替することも好んでいて、北イタリアの進歩主義の痕跡（たとえばモンテヴェルディの作風の特色）が認められる。
最後の作品は、通奏低音を普及させたロドヴィコ・ヴィアダーナの影響が歴然としているものの、旋律や和声の書法において、相変わらずパレストリーナ様式に忠実であり続けている。分かっている限りで、フェリーチェ・アネーリオは器楽曲を作曲していない。
アネーリオは19世紀のチェチーリア運動の中で復権し、1854年の宗教曲集『聖なる音楽 Musica Divina』（カール・プロスケ編）によってマニフィカトやモテットなどが出版された。

### 宗教曲
- マドリガーレ・スピリトゥアーレ (ローマ、1585年、全2巻)
- イムヌス集 (1596年ヴェネツィアと1596年ローマ、全2巻)
- 聖週間のためのレスポンソリウム集 (4声、1606年ローマ)
- 合唱と独唱歌曲を含むマドリガーレ・スピリトゥアーレ《英雄的な詩によるわれらが主の受難》Passio de Nostro Signore in verso heroico (1604年ヴィテルボ)
- 13の宗教的カンツォネッタ
- （主に8声のための）12のモテット
- 詩篇唱（通奏低音つき）
- 聖母マリアのための連祷（通奏低音つき）

### 世俗曲
- カンツォネッタ集 (1586年、1巻のみ)
- マドリガーレ集 (全5巻、うち1巻は散逸。1587年、1590年、1598年、1602年、不明)
- アンソロジーに含まれたその他のマドリガーレ